# Ahmed Reda Tagnaouti
Ahmed Reda Tagnaouti (Fez, 5 de abril de 1996) es un futbolista marroquí que juega en la demarcación de portero para el FAR Rabat de la Liga de Fútbol de Marruecos.

## Selección nacional
Tras jugar con la selección de fútbol sub-17 de Marruecos y con la sub-23 «llegando a disputar el Torneo Esperanzas de Toulon de 2015», finalmente el 10 de octubre de 2017 hizo su debut con la selección absoluta en un encuentro contra Corea del Sur que finalizó con un resultado de 1-3 a favor del combinado marroquí tras los goles de Son Heung-Min por parte del combinado surcoreano, y de Ismail Haddad y un doblete de Oussama Tannane para Marruecos.

### Participaciones en Copas del Mundo
| Mundial      | Sede  | Resultado      | Partidos | Goles |
| ------------ | ----- | -------------- | -------- | ----- |
| Mundial 2018 | Rusia | Fase de grupos | 0        | 0     |
| Mundial 2022 | Catar | Cuarto puesto  | 0        | 0     |

## Clubes
| Club                    | País      | Año       | Partidos | Goles |
| ----------------------- | --------- | --------- | -------- | ----- |
| RS Berkane              | Marruecos | 2015-2017 | 10       | 0     |
| Wydad Casablanca        | Marruecos | 2017      | 1        | 0     |
| Ittihad Tanger (cedido) | Marruecos | 2017-2018 | 25       | 0     |
| Wydad Casablanca        | Marruecos | 2018-2023 | 197      | 0     |
| MAS Fez                 | Marruecos | 2023-2024 | 2        | 0     |
| Hassania Agadir         | Marruecos | 2024      | 0        | 0     |
| Mogreb Atlético Tetuán  | Marruecos | 2025      | 11       | 0     |
| FAR Rabat               | Marruecos | 2025-     |          |       |

## Palmarés

### Campeonatos nacionales
| Título                      | Club             | País      | Año  |
| --------------------------- | ---------------- | --------- | ---- |
| Liga de Fútbol de Marruecos | Wydad Casablanca | Marruecos | 2017 |
| Liga de Fútbol de Marruecos | Ittihad Tanger   | Marruecos | 2018 |
| Liga de Fútbol de Marruecos | Wydad Casablanca | Marruecos | 2019 |
| Liga de Fútbol de Marruecos | Wydad Casablanca | Marruecos | 2021 |
| Liga de Fútbol de Marruecos | Wydad Casablanca | Marruecos | 2022 |

### Campeonatos internacionales
| Título                          | Equipo (*)       | Sede       | Año  |
| ------------------------------- | ---------------- | ---------- | ---- |
| Campeonato Africano de Naciones | Marruecos        | Marruecos  | 2018 |
| Liga de Campeones de la CAF     | Wydad Casablanca | Casablanca | 2022 |

(*) Incluyendo la selección.